# Gruppo Sportivo Porto Robur Costa 2016-2017
Questa voce raccoglie le informazioni riguardanti il Gruppo Sportivo Porto Robur Costa nelle competizioni ufficiali della stagione 2016-2017.

## Stagione
La stagione 2016-17 è per il Gruppo Sportivo Porto Robur Costa, sponsorizzato dalla Bunge, la quarta consecutiva in Serie A1. Come allenatore viene scelto Fabio Soli, mentre la rosa è quasi del tutto modificata: le uniche conferme riguardano Fabio Ricci, Riccardo Goi, Maarten van Garderen e Maurice Torres: tra i nuovi acquisti spiccano quelli di Elia Bossi, Julien Lyneel, Luca Spirito, Conrad Kaminski, Branimir Grozdanov e Giacomo Raffaelli e tra le cessioni si registrano quelle di Andrea Bari, Maximiliano Cavanna, Dore Della Lunga, Rafaīl Koumentakīs, Stefano Mengozzi e Alberto Polo.
Il campionato si apre con la sconfitta in casa della Pallavolo Padova seguita dalla vittoria sulla Top Volley: nelle successive sette partite la squadra di Ravenna vince solamente alla sesta giornata contro la Pallavolo Molfetta; con due vittorie, intercalata da una sconfitta, si chiude il girone di andata con il decimo posto in classifica e la qualificazione alla Coppa Italia. Il girone di ritorno comincia con una breve fase di risultati altalenanti, seguita da quattro stop di fila: nelle successive quattro gare la formazione romagnola si impone per tre volte; la regular season si chiude con due vittorie intramezzate da una sconfitta e il nono posto in classifica. Il Gruppo Sportivo Porto Robur Costa accede ai play-off per il quinto posto: supera i quarti di finale battendo in tre gare, tutte vinte per 3-1, la Callipo Sport, in semifinale ha la meglio sul BluVolley Verona e vince la finale per 3-2 contro la Pallavolo Piacenza, ottenendo la possibilità di partecipare alla Challenge Cup 2017-18.
Grazie al decimo posto in classifica al termine del girone di andata della Serie A1 2016-18 il Gruppo Sportivo Porto Robur Costa partecipa alla Coppa Italia: tuttavia l'avventura nella competizione termina agli ottavi di finale a seguito della sconfitta per 3-2 inflitta al Volley Milano.

## Organigramma societario
Area direttiva
- Presidente: Luca Casadio
- Vicepresidente: Damiano Donati
- Direttore generale: Marco Bonitta
- Segreteria generale: Maria Teresa Arfelli

Area organizzativa
- Team manager: Alessio Saporetti
- Direttore sportivo: Stefano Margutti
- Gestione sponsor tecnici: Corrado Scozzoli
- Organizzazione: Roberto Costa

Area tecnica
- Allenatore: Fabio Soli
- Allenatore in seconda: Giuseppe Patriarca
- Assistente allenatori: Alessandro Greco
- Scout man: Luca Berarducci
- Direttore tecnico settore giovanile: Pietro Mazzi

Area comunicazione
- Responsabile comunicazioni: Vincenzo Benini
- Relazioni esterne: Paolo Badiali

Area marketing
- Ufficio marketing: Jacopo Pasini, Andrea Nardoni
- Responsabile commerciale: Jacopo Pasini
- Biglietteria: Maria Pia Bissi

Area sanitaria
- Staff medico: Alessandro Nobili
- Preparatore atletico: Simone Ade
- Fisioterapista: Matteo Baccarini, Stefano Bandini, Giovanni Donadio
- Consulente ortopedico: Massimo Cirilli
- Osteopata: Flavio Tiene
- Radiologo: Ivan Nanni

## Rosa
| N° | Nome                 | Ruolo | Data di nascita | Nazionalità sportiva |
| -- | -------------------- | ----- | --------------- | -------------------- |
| 1  | Simone Calarco       | S     | 6 marzo 1995    | Italia               |
| 2  | Fabio Ricci          | C     | 11 luglio 1994  | Italia               |
| 4  | Conrad Kaminski      | C     | 27 marzo 1994   | Stati Uniti          |
| 5  | Giacomo Leoni        | P     | 9 ottobre 1995  | Italia               |
| 6  | Giacomo Raffaelli    | S     | 7 febbraio 1995 | Italia               |
| 7  | Maarten van Garderen | S     | 24 gennaio 1990 | Paesi Bassi          |
| 8  | Julien Lyneel        | S     | 15 aprile 1990  | Francia              |
| 9  | Branimir Grozdanov   | S/O   | 21 maggio 1994  | Bulgaria             |
| 10 | Riccardo Goi         | L     | 24 agosto 1992  | Italia               |
| 11 | Maurice Torres       | S/O   | 6 luglio 1991   | Porto Rico           |
| 12 | Elia Bossi           | C     | 15 agosto 1994  | Italia               |
| 13 | Luca Spirito         | P     | 30 ottobre 1993 | Italia               |
| 14 | Stefano Marchini     | L     | 14 gennaio 1997 | Italia               |

## Mercato
| Acquisti | Acquisti           | Acquisti         | Acquisti   |
| R.       | Nome               | da               | Modalità   |
| -------- | ------------------ | ---------------- | ---------- |
| C        | Elia Bossi         | Modena           | prestito   |
| S        | Simone Calarco     | Involley         | definitivo |
| S/O      | Branimir Grozdanov | Maaseik          | definitivo |
| C        | Conrad Kaminski    | Stanford         | definitivo |
| P        | Giacomo Leoni      | Padova           | definitivo |
| S        | Julien Lyneel      | Asseco Resovia   | definitivo |
| L        | Stefano Marchini   | Fenice Cesena    | definitivo |
| S        | Giacomo Raffaelli  | Emma Villas      | definitivo |
| P        | Luca Spirito       | BluVolley Verona | definitivo |

| Cessioni | Cessioni            | Cessioni           | Cessioni   |
| R.       | Nome                | a                  | Modalità   |
| -------- | ------------------- | ------------------ | ---------- |
| L        | Andrea Bari         | Sir Safety Perugia | definitivo |
| S/O      | Hidde Boswinkel     | AZS Olsztyn        | definitivo |
| P        | Maximiliano Cavanna | Lomas              | definitivo |
| S        | Dore Della Lunga    | Sir Safety Perugia | definitivo |
| S        | Rafaīl Koumentakīs  | Cuprum Lubin       | definitivo |
| C        | Stefano Mengozzi    | BluVolley Verona   | definitivo |
| P        | Ricardo Perini      | Maccabi Tel Aviv   | definitivo |
| C        | Alberto Polo        | Molfetta           | definitivo |
| S        | Enrico Zappoli      | Bühl               | definitivo |

## Risultati

### Serie A1

#### Girone di andata
| 1ª giornata - 2 ottobre 2016 PalaSanLazzaro, Padova         | Padova             | 3 - 0 | Porto Robur Costa  | 25-20, 31-29, 25-22               |
| 2ª giornata - 7 ottobre 2016 PalaDeAndré, Ravenna           | Porto Robur Costa  | 3 - 2 | Top Volley Latina  | 25-20, 19-25, 34-32, 23-25, 15-12 |
| 3ª giornata - 16 ottobre 2016 PalaDeAndré, Ravenna          | Porto Robur Costa  | 2 - 3 | Modena             | 29-27, 25-18, 20-25, 24-26, 13-15 |
| 4ª giornata - 20 ottobre 2016 PalaEvangelisti, Perugia      | Sir Safety Perugia | 3 - 2 | Porto Robur Costa  | 25-22, 25-22, 21-25, 18-25, 18-16 |
| 5ª giornata - 23 ottobre 2016 PalaDeAndré, Ravenna          | Porto Robur Costa  | 1 - 3 | BluVolley Verona   | 20-25, 17-25, 25-17, 19-25        |
| 6ª giornata - 29 ottobre 2016 PalaPoli, Molfetta            | Molfetta           | 1 - 3 | Porto Robur Costa  | 21-25, 20-25, 25-22, 18-25        |
| 7ª giornata - 1º novembre 2016 PalaDeAndré, Ravenna         | Porto Robur Costa  | 1 - 3 | Trentino           | 23-25, 30-32, 30-28, 21-25        |
| 8ª giornata - 6 novembre 2016 Palazzetto dello Sport, Monza | Milano             | 3 - 2 | Porto Robur Costa  | 25-19, 17-25, 22-25, 25-21, 15-12 |
| 9ª giornata - 9 novembre 2016 PalaDeAndré, Ravenna          | Porto Robur Costa  | 1 - 3 | Lube               | 27-25, 23-25, 16-25, 24-26        |
| 10ª giornata - 13 novembre 2016 PalaBanca, Piacenza         | Piacenza           | 3 - 0 | Porto Robur Costa  | 25-19, 25-18, 25-23               |
| 11ª giornata - 20 novembre 2016 PalaDeAndré, Ravenna        | Porto Robur Costa  | 3 - 0 | Powervolley Milano | 25-20, 25-23, 25-17               |
| 12ª giornata - 27 novembre 2016 PalaValentia, Vibo Valentia | Callipo            | 3 - 1 | Porto Robur Costa  | 25-22, 28-26, 20-25, 28-26        |
| 13ª giornata - 4 dicembre 2016 PalaDeAndré, Ravenna         | Porto Robur Costa  | 3 - 2 | Argos              | 15-25, 19-25, 25-21, 25-17, 15-7  |

#### Girone di ritorno
| 14ª giornata - 11 dicembre 2016 PalaDeAndré, Ravenna             | Porto Robur Costa  | 3 - 1 | Padova             | 25-17, 35-37, 25-14, 25-21       |
| 15ª giornata - 18 dicembre 2016 PalaBianchini, Latina            | Top Volley Latina  | 3 - 1 | Porto Robur Costa  | 28-26, 21-25, 25-23, 27-25       |
| 16ª giornata - 26 dicembre 2016 PalaPanini, Modena               | Modena             | 1 - 3 | Porto Robur Costa  | 23-25, 25-20, 22-25, 20-25       |
| 17ª giornata - 29 dicembre 2016 PalaDeAndré, Ravenna             | Porto Robur Costa  | 0 - 3 | Sir Safety Perugia | 23-25, 26-28, 17-25              |
| 18ª giornata - 8 gennaio 2017 PalaOlimpia, Verona                | BluVolley Verona   | 3 - 0 | Porto Robur Costa  | 25-18, 25-16, 25-23              |
| 19ª giornata - 13 gennaio 2017 PalaDeAndré, Ravenna              | Porto Robur Costa  | 2 - 3 | Molfetta           | 19-25, 25-20, 19-25, 25-23, 8-15 |
| 20ª giornata - 21 gennaio 2017 PalaTrento, Trento                | Trentino           | 3 - 0 | Porto Robur Costa  | 25-23, 25-18, 25-22              |
| 21ª giornata - 5 febbraio 2017 PalaDeAndré, Ravenna              | Porto Robur Costa  | 3 - 1 | Milano             | 25-20, 20-25, 25-18, 25-16       |
| 22ª giornata - 8 febbraio 2017 PalaCivitanova, Civitanova Marche | Lube               | 3 - 0 | Porto Robur Costa  | 25-15, 25-16, 26-24              |
| 23ª giornata - 12 febbraio 2017 PalaDeAndré, Ravenna             | Porto Robur Costa  | 3 - 0 | Piacenza           | 25-16, 25-17, 25-21              |
| 24ª giornata - 18 febbraio 2017 PalaYamamay, Busto Arsizio       | Powervolley Milano | 0 - 3 | Porto Robur Costa  | 20-25, 18-25, 20-25              |
| 25ª giornata - 25 febbraio 207 PalaDeAndré, Ravenna              | Porto Robur Costa  | 1 - 3 | Callipo            | 24-26, 23-25, 25-12, 23-25       |
| 26ª giornata - 22 febbraio 2017 PalaPolsinelli, Sora             | Argos              | 0 - 3 | Porto Robur Costa  | 21-25, 20-25, 18-25              |

#### Play-off 5º posto
| Quarti di finale (gara 1) - 26 marzo 2017 PalaValentia, Vibo Valentia | Callipo           | 1 - 3 | Porto Robur Costa | 26-28, 14-25, 25-21, 26-28        |
| Quarti di finale (gara 2) - 3 aprile 2017 PalaDeAndré, Ravenna        | Porto Robur Costa | 3 - 1 | Callipo           | 25-22, 23-25, 25-23, 25-18        |
| Quarti di finale (gara 3) - 9 aprile 2017 PalaValentia, Vibo Valentia | Callipo           | 1 - 3 | Porto Robur Costa | 22-25, 25-19, 22-25, 24-26        |
| Semifinali - 22 aprile 2017 PalaOlimpia, Verona                       | BluVolley Verona  | 0 - 3 | Porto Robur Costa | 22-25, 23-25, 21-25               |
| Finale - 23 aprile 2017 PalaOlimpia, Verona                           | Piacenza          | 2 - 3 | Porto Robur Costa | 23-25, 26-24, 25-21, 23-25, 12-15 |

### Coppa Italia

#### Fase a eliminazione diretta
| Ottavi di finale - 14 dicembre 2016 Palazzetto dello Sport, Monza | Milano | 3 - 2 | Porto Robur Costa | 25-18, 17-25, 25-22, 28-30, 15-13 |

## Statistiche

### Statistiche di squadra
| Competizione | Punti | In casa | In casa | In casa | In trasferta | In trasferta | In trasferta | Totale | Totale | Totale |
| Competizione | Punti | G       | V       | P       | G            | V            | P            | G      | V      | P      |
| ------------ | ----- | ------- | ------- | ------- | ------------ | ------------ | ------------ | ------ | ------ | ------ |
| Serie A1     | 32    | 14      | 7       | 7       | 15           | 6            | 9            | 31     | 15     | 16     |
| Coppa Italia | -     | -       | -       | -       | 1            | 0            | 1            | 1      | 0      | 1      |
| Totale       | -     | 14      | 7       | 7       | 16           | 6            | 10           | 32     | 15     | 17     |

G = partite giocate; V = partite vinte; P = partite perse

### Statistiche dei giocatori
| Giocatore       | Serie A1 | Serie A1 | Serie A1 | Serie A1 | Serie A1 | Coppa Italia | Coppa Italia | Coppa Italia | Coppa Italia | Coppa Italia | Totale | Totale | Totale | Totale | Totale |
| Giocatore       | P        | PT       | AV       | MV       | BV       | P            | PT           | AV           | MV           | BV           | P      | PT     | AV     | MV     | BV     |
| --------------- | -------- | -------- | -------- | -------- | -------- | ------------ | ------------ | ------------ | ------------ | ------------ | ------ | ------ | ------ | ------ | ------ |
| E. Bossi        | 31       | 176      | 127      | 41       | 8        | 1            | 7            | 5            | 2            | 0            | 32     | 183    | 132    | 43     | 8      |
| S. Calarco      | 2        | 2        | 2        | 0        | 0        | 0            | 0            | 0            | 0            | 0            | 2      | 2      | 2      | 0      | 0      |
| R. Goi          | 31       | 0        | 0        | 0        | 0        | 1            | 0            | 0            | 0            | 0            | 32     | 0      | 0      | 0      | 0      |
| B. Grozdanov    | 26       | 135      | 115      | 18       | 2        | 1            | 0            | 0            | 0            | 0            | 27     | 135    | 115    | 18     | 2      |
| C. Kaminski     | 16       | 40       | 30       | 6        | 4        | 1            | 1            | 1            | 0            | 0            | 17     | 41     | 31     | 6      | 4      |
| G. Leoni        | 9        | 4        | 1        | 1        | 2        | 0            | 0            | 0            | 0            | 0            | 9      | 4      | 1      | 1      | 3      |
| J. Lyneel       | 28       | 347      | 276      | 25       | 46       | 1            | 18           | 12           | 4            | 2            | 29     | 365    | 288    | 29     | 48     |
| S. Marchini     | 25       | 3        | 0        | 0        | 3        | 1            | 0            | 0            | 0            | 0            | 26     | 3      | 0      | 0      | 3      |
| G. Raffaelli    | 23       | 30       | 22       | 8        | 0        | 1            | 0            | 0            | 0            | 0            | 24     | 30     | 22     | 8      | 0      |
| F. Ricci        | 31       | 209      | 133      | 62       | 14       | 1            | 9            | 7            | 2            | 0            | 32     | 218    | 140    | 64     | 14     |
| L. Spirito      | 29       | 87       | 39       | 37       | 11       | 1            | 5            | 1            | 4            | 0            | 30     | 92     | 40     | 41     | 11     |
| M. Torres       | 31       | 565      | 478      | 43       | 44       | 1            | 26           | 24           | 0            | 2            | 32     | 591    | 502    | 43     | 46     |
| M. van Garderen | 30       | 380      | 316      | 43       | 21       | 1            | 14           | 10           | 2            | 2            | 31     | 394    | 326    | 45     | 23     |

P = presenze; PT = punti totali; AV = attacchi vincenti; MV = muri vincenti; BV = battute vincenti